# Evgenij Voronov
Evgenij Sergeevič Voronov (in russo Евгений Сергеевич Воронов?; Stavropol', 7 maggio 1986) è un cestista russo.

## Carriera
Con la Russia ha disputato i Campionati mondiali del 2010, i Giochi olimpici di Londra 2012 e i Campionati europei del 2013.

## Statistiche

### Eurolega
| Anno      | Squadra              | PG  | PT | MP   | TC%  | 3P%  | TL%  | RP  | AP  | PRP | SP  | PP  |
| --------- | -------------------- | --- | -- | ---- | ---- | ---- | ---- | --- | --- | --- | --- | --- |
| 2011-2012 | CSKA Mosca           | 11  | 0  | 6,4  | 33,3 | 0,0  | 75,0 | 0,5 | 0,7 | 0,2 | 0,0 | 1,0 |
| 2012-2013 | CSKA Mosca           | 2   | 0  | 2,9  | 0,0  | -    | -    | 0,5 | 0,0 | 0,0 | 0,0 | 0,0 |
| 2013-2014 | CSKA Mosca           | 1   | 0  | 7,0  | -    | -    | -    | 0,0 | 0,0 | 2,0 | 0,0 | 0,0 |
| 2015-2016 | Lokomotiv Kuban'     | 29  | 27 | 14,8 | 49,1 | 27,8 | 81,0 | 1,4 | 0,9 | 0,6 | 0,2 | 4,7 |
| 2016-2017 | UNICS Kazan'         | 23  | 0  | 15,2 | 34,7 | 19,2 | 76,5 | 1,3 | 0,6 | 0,8 | 0,1 | 3,0 |
| 2019-2020 | Zenit S. Pietroburgo | 18  | 9  | 17,6 | 33,7 | 34,6 | 63,0 | 1,1 | 1,0 | 0,5 | 0,1 | 5,9 |
| 2020-2021 | Chimki               | 20  | 1  | 12,0 | 41,5 | 26,9 | 87,5 | 1,6 | 0,8 | 0,3 | 0,0 | 2,9 |
| Carriera  | Carriera             | 104 | 37 | 13,6 | 39,8 | 27,8 | 74,0 | 1,2 | 0,8 | 0,5 | 0,1 | 3,7 |

## Palmarès
- Campionato russo: 2

CSKA Mosca: 2011-12, 2012-13
- Coppa di Russia: 1

UNICS Kazan': 2008-09
- FIBA EuroCup Challenge: 1

VVS Samara: 2006007
- VTB United League: 2

CSKA Mosca: 2011-12, 2012-13